# هيدروكسي بروجستيرون كابرويت
هيدروكسي بروجستيرون كابرويت (بالإنجليزية: Hydroxyprogesterone caproate) اختصاراً (OHPC) هو دواء مشتق من هرمون البروجستيرون الطبيعي يستخدم غالبا لمنع الولادة قبل الأوان عند النساء الحوامل اللائي لديهن تاريخ من هذه الحالة ولعلاج بعض الاضطرابات النسائية. لا يتم استخدامه عن طريق الفم ويتم استخدامه بدلاً من ذلك عن طريق الحقن في العضلات أو الدهون، وعادة ما يتم ذلك مرة واحدة في الأسبوع إلى مرة واحدة شهريًا حسب إرشادات الطبيب المختص. يعتبر عموما جيد التحمل وتنتج عنه آثار جانبية قليلة. الآثار الجانبية الأكثر شيوعا تكون في موقع الحقن مثل الألم والتورم، وفي بعض الحالات قد يزيد الدواء من خطر الإصابة بداء سكري الحمل عند استخدامه في النساء الحوامل. وهو بالتالي يعتبر هرمون اصطناعي مشتق من هرمون البروجستين الطبيعي، وبالتالي هو ناهض من مستقبلات هرمون البروجسترون، والهدف البيولوجي من المركبات البروجستيرونية الاصطناعية هو المفعول مثل هرمون البروجسترون الطبيعي. كما لديه بعض خصائص مضادات الكورتيكوستيرويد وأي نشاط هرموني مهم آخر. وبالتأكيد فإن الدواء يظهر عددًا من الاختلافات في آلية عمله داخل الجسم عن هرمون البروجسترون الطبيعي.
تم اكتشافه في عام 1953 وتم تقديمه للاستخدام الطبي في عامي 1954 و 1955.

## الاستخدامات الطبية
يستخدم لخفض المخاطر في حالات الولادة المبكرة أو الإجهاض لدى النساء اللواتي لديهن تاريخ من الولادة قبل 

### الاضطرابات النسائية
يستخدم في علاج النساء اللواتي لديهن أعراض الإجهاض المبكر، واضطرابات أمراض النساء مثل عسر الطمث، ومتلازمة ما قبل الحيض، أمراض الثدي الليفي،و آلام الثدي.

### استخدامات أخرى
تم استخدامة لعلاج تضخم البروستاتا الحميد لدى الرجال، على الرغم من أن دليل الفعالية هامشي وغير مؤكد.

### الأشكال المتوفرة
حقن أمبولات من 125 و / 250 ملغ تعطى عن طريق الحقن العضلي.

## الآثار الجانبية
آثار نسبية قليلة مثل الألم في موقع الحقن، والتقرح، والتورم، والحكة، والكدمات.

## الجرعة الزائدة
لم تكن هناك تقارير عن جرعة زائدة منه. في حالة الجرعة الزائدة، يجب أن يعتمد العلاج على الأعراض. تمت دراسة الدواء في البشر بجرعات عالية من 2000 إلى 5000 ملغ في الأسبوع عن طريق الحقن العضلي، دون مخاوف تتعلق بالسلامة.

## التداخلات الدوائية
من غير المحتمل أن يؤثر الدواء على معظم إنزيمات السيتوكروم P450 بتركيزات علاجية. حيث لم يتم إجراء دراسات التداخل الدوائي معه.